# Runaway: A Road Adventure
Runaway: A Road Adventure je počítačová hra žánru point-and-click adventure pro operační systém Microsoft Windows. Vytvořila ji v roce 2001 firma Pendulo Studios, vydala firma Dinamic Multimedia, distributorem v Česku je firma TOP Distributor, která hru kompletně přeložila do češtiny včetně dabingu. Hlavní postavou, kterou ovládá hráč, je student fyziky Brian Basco, kterému cestu za vysněným doktorátem zkříží krásná barová tanečnice Gina, pronásledovaná mafií. Brianovým úkolem je dívku zachránit a zjistit, proč ji vlastně mafiáni pronásledují a kdo za tím vším vězí. Hra je zpracována jako tradiční, ručně kreslená dvourozměrná adventura bez akčních částí, jen s logickými hádankami, prokládaná filmovými sekvencemi.
V roce 2006 vzniklo pokračování Runaway 2: The Dream of the Turtle, které přímo navazuje na konec prvního dílu. Třetí díl hry, Runaway 3: A Twist of Fate, byl vydán v listopadu 2009.

## Příběh
Hlavním hrdinou je Brian Basco z New Yorku, čerstvý absolvent vysoké školy, který dostal příležitost udělat doktorát z aplikované fyziky na univerzitě v San Francisku. Hned jak vyrazil na cestu, vběhla mu pod kola auta mladá krásná dívka Gina. Zatímco ji vezl do nemocnice, řekla mu, že je zpěvačka v baru a že nějací mafiánští vrazi tam před chvílí zabili jejího otce a teď honí i ji. Otec jí těsně před smrtí stihl předat podivný krucifix, který se za žádnou cenu nesmí dostat do rukou mafie. Mafie chce Ginu v nemocnici zastřelit, ale zabijí jen panáka, kterého tam nastražil Brian. Spolu s Ginou utíká pryč, ale mafiáni se dozví, že Gina je naživu.
Aby rozluštili Brian a Gina tajemství krucifixu, vydávají se do muzea, kde je Brianův kamarád Clive. Zde se krucifix restauruje a pomocí nejmodernější techniky Brian zjistí, že patří indiánskému kmeni Hopi. V muzeu se však objeví mafiáni. Zabijou Cliva a Ginu s Brianem unesou.
Děj se přenáší do prázdné pouště, někde v chatrči. Brian se dostane z chatrče ven, ale Gina je spoutaná a mafiáni ji vyslýchají. V poušti najde pomoc od tří zpěvaček, zapadlých se svým autobusem v poušti. Také zde potká hackerku Sushi v opuštěném městečku Douglasville, které zdědila po svém dědečkovi. Bydlí tu s ní dva její kamarádi - Saturn, vědec a umělec a Ruthger, kterého baví zahradničení a pěstování drog. U kráteru od meteoritu najde chlápka Joshuu, který se snaží navázat kontakt s mimozemšťany. Brian mu v tom pomůže a Joshuu unese UFO.
Spolu se třemi zpěvačkami Brian vysvobodí Ginu pomocí lsti s výbuchem opuštěného ropného vrtu. Seznámí se s Oscarem, který hlídá u jedné "vědmy". Od Sushi se dozví historii Douglasvillu. V blízkých horách zde lidé z města začali těžit rudu. Indiáni byli proti, a tak je lidé pozabíjeli. Jeden z Indiánů na město uvalil kletbu a všichni začali umírat a stěhovat se pryč. Brian s Ginou šli navštívit indiánskou vesnici, ale Gina spadla do nějaké díry a Brian myslel, že zemřela. Truchlil, ale pak se mu zjevil Indián a řekl, ať pokračuje v cestě. Pak najde Ginu ve vesnici, doplazila se sem ze štoly, do které spadla. Má zlomenou nohu.
Brian najde vchod do krypty, kde mu duch náčelníka předá prst v láhvi. Ginu odnese do Douglasville, kde ji léčí vědma, matka Doroto. Brian, který některé věci nechápe, chce spolu s Ginou vyvolat Ginina otce. Brian se s pomocí Ruthgera stane médiem. K jeho překvapení se dozví skutečnou pravdu. Gina je prostitutka a nebyl to její otec, koho zabili. Byl to jeden její přítel, kterého právě pustili z vězení. Před lety vyloupil banku na přání mafie. Peníze si nechal, ale po jeho propuštění je chtěla mafie zpět. Peníze jsou uloženy v bance, ke které měla na otisk prstu přístup jeho sestra - jeptiška. Obával se jí a proto ji zabil a uřízl prst - to je ten prst v láhvi.
Mafiáni je znovu vyčmuchali. Brian je však přechytračil a zavřel je do Douglasvillského vězení. Spolu se Sushi pak vymysleli lest. Okopírovali jejich hlasy a zavolali jejich šéfům. Sehráli to tak, aby si jejich šéfové mysleli, že si nechali peníze, které vzali Gině a Brianovi. Mafiány pak Brian pustil na svobodu. S Ginou zajeli do banky, kde se Gina převlékla za jeptišku a pod svůj prst si přivázala prst jeptišky z lahve. Vzali peníze a oba si užívali v luxusu na pláži u moře (nejspíš na Havaji). Později Brian v novinách uviděl článek, který psal o smrti dvou mafiánů, právě těch, kteří je celou dobu pronásledovali.

## Ovládání
Hra má tradiční point-and-click ovládání, kdy hráč ukazuje kurzorem pomocí myši na předměty v místnosti, v níž se právě nachází, a stisknutím levého tlačítka s nimi provádí, co je zapotřebí. S každým předmětem je možné provést dvě akce: buď ho prozkoumat, nebo s ním nějak manipulovat (vzít ho, otevřít, posunout atd.), mezi nimiž se přepíná stisknutím pravého tlačítka. Po kliknutí na ikonu inventáře v horní části obrazovky se zobrazí seznam předmětů, které má Brian právě u sebe. Ty lze prozkoumávat nebo používat na jiné předměty.
Hráč ovládá celou hru pouze Briana, ve hře však potká další postavy, s nimiž může vést rozhovory. Při nich vybírá ze seznamu možných odpovědí.
Hra je rozdělena do šesti kapitol, každá z nich se skládá z několika místností. Mezi jednotlivými kapitolami (stejně jako v úvodu a závěru hry) se přehrávají animované filmy, které posouvají děj kupředu.

## Grafické zpracování
Herní engine sice zpracovává postavy a objekty ve hře trojrozměrně, ale pomocí speciálního filtru je pak renderuje do dvojrozměrného zobrazení. Díky tomu hra vypadá jako obvyklá dvojrozměrná adventura, ale grafika obsahuje efekty jako osvětlování nebo stínování v reálném čase. Celá hra je ručně kreslená.

## Hudba
Hudbu zpracovala skupina Liquor (nyní již neexistuje) se svojí zpěvačkou Verou Dominguez.